# Liste der Museen im Landkreis Biberach
Die Liste der Museen im Landkreis Biberach beinhaltet Museen im Landkreis Biberach in Baden-Württemberg.
| Bezeichnung                                  | Lage                      | Bemerkung | Thema                                                                    | Bild |
| -------------------------------------------- | ------------------------- | --------- | ------------------------------------------------------------------------ | ---- |
| Schlossmuseum                                | Aulendorf                 |           | Stadtgeschichte                                                          |      |
| Museum Biberach                              | Biberach an der Riß       |           | Kunst- und Kulturgeschichte                                              |      |
| Wieland-Museum                               | Biberach an der Riß       |           | Leben und Werk Christoph Martin Wielands                                 |      |
| Federseemuseum                               | Bad Buchau                |           | Archäologisches Freilichtmuseum mit Funden aus der Stein- und Bronzezeit |      |
| Bierkrugmuseum                               | Bad Schussenried          |           | Sammlung von Bierkrügen                                                  |      |
| Klostermuseum                                | Bad Schussenried          |           | Psychiatrie- und Klostergeschichte, wechselnde Kunstausstellungen        |      |
| Oberschwäbisches Museumsdorf Kürnbach        | Bad Schussenried          |           | ländliches Freilichtmuseum                                               |      |
| Museum Villa Rot                             | Burgrieden                |           | zeitgenössische Kunst                                                    |      |
| Klima-Lounge Museo CCC                       | Eberhardzell              |           | auf die Marke Lamborghini spezialisiertes Automuseum                     |      |
| Heuneburgmuseum                              | Herbertingen-Hundersingen |           | Archäologisches Museum zur keltischen Siedlung Heuneburg                 |      |
| Bachritterburg Kanzach                       | Kanzach                   |           | Freilichtmuseum zur abgegangenen Bachritterburg Kanzach                  |      |
| Museum zur Geschichte von Christen und Juden | Laupheim                  |           | Zusammenleben von Juden und Christen in Laupheim                         |      |
| Klostermuseum                                | Ochsenhausen              |           | Kloster- und Stadtgeschichte                                             |      |